# Marc Seales
Marc Seales (sinh 19 tháng 2 năm 1963) là một nghệ sĩ dương cầm nhạc jazz người Mỹ gắn liền với thể loại post-bop. Bản nhạc "Highway Blues" từ album Speakin' Out của ông đã được mua làm nhạc mẫu mặc định trong Windows XP.
Seales là giáo sư dương cầm nhạc Jazz tại Đại học Washington ở Seattle. Ông đã chiến thắng Earshot Jazz Golden Ear Award năm 1999, hạng mục Nhạc công xuất sắc nhất.

## Danh sách đĩa nhạc

### Cùng New Stories
- Circled by Hounds (1995, tự phát hành)
- Remember Why (1997, Origin Records)
- Speakin' Out (1999, Origin Records)
- Hope Is In the Air: The Music of Elmo Hope (2004, Origin Records)

### Solo
- A Time, a Place, a Journey (CD trực tiếp, 2004, Origin Records)